# Edgar Kesteloot
Pour les articles homonymes, voir Kesteloot.
Edgar, baron Kesteloot, né le 5 août 1922 à Boom et mort le 14 juin 2023 à Woluwe-Saint-Pierre, est un scientifique et homme de télévision belge.
Edgar Kesteloot est chef de travaux honoraires à l’Institut royal des sciences naturelles et membre du jury de la Fondation belge de la vocation depuis 1980, fondateur et président d'honneur des Réserves naturelles et ornithologiques de Belgique (RNOB) et président de la Fondation pour la protection des habitats de la faune sauvage.
Il est concepteur et ancien conseiller scientifique de l'émission télévisée de la RTBF Le Jardin extraordinaire. Il est l'auteur de très nombreux ouvrages sur les milieux naturels de Belgique.
Il était actif dans des organisations internationales de conservation de la nature et en tant que coordinateur de l'année européenne de conservation de la nature N70.
Il est également homme politique, élu communal du MR à Woluwe-Saint-Pierre.
En 2012, une réserve naturelle porte son nom « La Réserve naturelle baron Edgar Kesteloot ». Elle est située dans le village de Boirs, municipalité Bassenge, dans la province de Liège.
Il décède le 14 juin 2023 à l'âge de 100 ans à Woluwe-Saint-Pierre, commune où il habitait depuis 70 ans .

## Distinctions
Edgar Kesteloot fut élevé au rang de baron par le roi Albert II de Belgique en 2002.

## Publications (sélection)
- Kesteloot, Edgar (ca 1960), L'Afrique physique, Dargaud, Paris.
- Kesteloot, Edgar (1962), Parcs nationaux et réserves naturelles en Belgique, Patrimoine de l'Institut royal des sciences naturelles de Belgique, Bruxelles
- Kesteloot, Edgar (1963) Provincie West-Vlaanderen, Ministerie van Openbare Werken, Bruxelles.
- Kesteloot, Edgar (1972) Pour une conservation efficace de l'environnement : aspects sociaux, politiques et administratifs, Éd. de l'Institut de sociologie de l'Université Libre, Bruxelles.
- Kesteloot, Edgar (1975) Natuur- en vogelreservaten van België, Historia, Bruxelles
- Jacquemart, Serge, Kesteloot, Edgar & De Langhe, J. E. (1975), Hoge Venen, Historia, Bruxelles.
- Wavrin, H., Kesteloot, Edgar & De Langhe, J. E. (1978), De Brabantse bossen, Artis-Historia, s.l.
- Thomas, Bernadette & Kesteloot, Edgar  (1998), Tortues du monde, collection. Perron, Alleur-Liège.